# Pädagogische Hochschule in Wuppertal
Die Pädagogische Hochschule in Wuppertal bestand von 1965 bis 1972 und war für die Ausbildung der Grund- und Hauptschullehrer sowie Sonderschullehrer zuständig.

## Geschichte
Sie ist aus der Pädagogischen Akademie Wuppertal mit einer evangelischen Ausrichtung entstanden, die auf Forderung der britischen Militärregierung im Rheinland gegründet war. Sie nahm zum Wintersemester 1946 mit 200 Studenten ihren Lehrbetrieb auf. Der Leiter bis 1959 war Oskar Hammelsbeck, der aus der Bekennenden Kirche kam.
1962 wurde die Akademie in Pädagogische Hochschule umbenannt. Ab 1965 wurde die bis dahin eigenständige Hochschule als Abteilung einer neuen, aus mehreren Standorten fusionierten Pädagogischen Hochschule Rheinland weitergeführt.
Im August 1972 nahm die Gesamthochschule Wuppertal (heute Bergische Universität Wuppertal) ihren Lehrbetrieb als Zusammenschluss der Fachhochschule Wuppertal und der Pädagogischen Hochschule Rheinland Abteilung Wuppertal auf.

## Gebäudeensemble
Das Gebäudeensemble auf dem Hardtberg, das 1958 als Pädagogische Akademie Wuppertal errichtet wurde, wurde 1977 von der Justizvollzugsschule Nordrhein-Westfalen übernommen und im Dezember 2014 verlassen.